# Страсти Тоскане
Страсти Тоскане (итал. Le tre rose di Eva) италијанска је телевизијска серија, снимана од 2012. до 2017.
У Србији је емитована током 2017. и 2018. на телевизији Прва.

## Радња
Смрт угледног винара Луca Монфорте и осуђивање младе девојке за његово убиство, уздрмали су живот становника места Вилалба.
Аурора је модерна јунакиња која се за своју слободу бори против оних који су се уротили против ње и затворили је иза решетака. У позадини свега стоји немилосрдна борба за дом, старо непријатељство супротстављених породица, тајне, борба два брата за љубав једне жене. Наизглед идилична Тоскана крије многе тајне.
Аурора Тавиани имала је 20 година када је оптужена за убиство оца свог дечка Алесандра Монфортеа. Након година проведених у затвору, Аурора се враћа на слободу много јача него пре и одлучна је у намери да спере љагу са свог имена. И даље воли Алесандра који је се одрекао након очеве смрти. Он је усмерен на изградњу породичног царства, али се и даље се бори против својих осећања према Аурори, поготову кад је угледа након осам година. Још увек сломљен због очеве смрти, Алесандро не жели да верује у Аурорину невиност. Алесандро има браћу: Едоарда, којег покреће такмичење са старијим братом, и Матеа, који сматра да нема ништа заједничко са њима. Ту је и сестра Елена која никада није успела да се осамостали. Њихова мајка Ливија неподношљивом лакоћом прихвата смрт свог супруга, Луке Монфортеа. Теса Тавијани намерава да се врати у Прималуће након изласка њене сестре Ауроре из затвора, како би завела најмоћнијег човека у Вилалби, Руђера Камерана. Планове јој ремети сиромашан младић у ког се заљубљује. Марција Тавијани је друга Аурорина сестра, која се такође враћа у градић након сестриног изласка из затвора. Отавија је њихова бака, срећна је што су се унуке вратиле, али не жели да подржи Аурорину потрагу за истином, верујући да је време које је прошло заувек закопало тајну која никада не треба да изађе на видело.

## Сезоне
| Сезона | Сезона | Број епизода | Приказивање у Италији                     | Приказивање у Србији                       |
| ------ | ------ | ------------ | ----------------------------------------- | ------------------------------------------ |
|        | 1      | 12 (1 – 12)  | 4. април 2012 — 20. јун 2012. ()          | 9. јануар 2017 — 28. јануар 2017. (Прва)   |
|        | 2      | 14 (13 – 26) | 4. септембар 2013 — 11. децембар 2013. () | 28. јануар 2017 — 23. фебруар 2017. (Прва) |
|        | 3      | 14 (27 – 40) | 20. март 2015 — 18. јун 2015. ()          | 23. фебруар 2017 — 2. април 2017. (Прва)   |
|        | 4      | 10 (41 – 50) | 5. новембар 2017 — 4. јануар 2018. ()     | 5. март 2018 — 1. април 2018. (Прва)       |

## Улоге
| Глумац:                | Улога:                      |
| ---------------------- | --------------------------- |
| Ана Сафронћик          | Аурора Тавијани             |
| Роберто Фарнези        | Алесандро Монфорте          |
| Лука Капуано           | Едоардо Монфорте            |
| Ђорђа Вурт             | Теса Тавијани               |
| Серена Јансити         | Клариса Москато             |
| Карин Проиа            | Марција Тавијани            |
| Лића Нунес             | Елена Монфорте              |
| Лука Ворд              | Руђеро Камерана             |
| Викторија Ларкенко     | Виола Камерана              |
| Елизабета Пелини       | Лаура Патрици Сомарива      |
| Стефано Абати          | Ћезаре Сомарива             |
| Фиоренца Маркеђани     | Ливија Монфорте             |
| Роко Ђусти             | Матео Монфорте              |
| Ђиђи Савоиа            | Ђузепе Ферентино            |
| Гаја Месерклингер      | Елвира Торе                 |
| Симона Бориони         | Соња Гроси Сомарива         |
| Фабрицио Бући          | Филипо Сомарива             |
| Доменико Балсамо       | Андреа Сомарива             |
| Ђулија Баћини          | Ева Монфорте                |
| Каспар Капарони        | Рикардо Монфорте            |
| Марио Лукарели         | Лука Монфорте               |
| Марио Кордова          | Амедео Торе                 |
| Антонела Фатори        | Елизабета Бетина            |
| Симон Греки            | дон Лоренцо                 |
| Еуридиће Аксен         | Вероника Торе               |
| Карола Стањаро         | Лизандра Патрици            |
| Нино Кастелново        | Ђудић Алберто Савио         |
| Барбара Де Роси        | Ева Тавијани                |
| Паола Питагора         | Отавија Тавијани            |
| Едоардо Силос Лабини   | Никола Корти                |
| Сара Дамарио           | Анђела Корти                |
| Паоло Марија Скалондро | Леонардо Краус              |
| Франћеско Арка         | Бруно Атали                 |
| Клаудија Пители        | Данијела Атали              |
| Еделфа Кјара Машота    | Софија Роки Атали           |
| Каролина Ћетроли       | Клелија Атали               |
| Сара Молаиоли          | Роза Гори                   |
| Мартина Пинто          | Сара Мара                   |
| Франко Кастелано       | Пјетро Карини               |
| Томазо Рањо            | Франческо Мањеро            |
| Симоне Коломбари       | Енеа Мара                   |
| Давид Себасти          | Рањеро Дели Иноћенти Карини |
| Андреа Питорино        | Давиде Гори                 |
| Ђузепе Русо            | Лоренсо Камерана            |
| Сара Зањер             | Изабела Доминићи            |
| Алесандро Терсињи      | Масимо Камерана             |